# Ostend Pirates
Gli Ostend Pirates sono una squadra di football americano di Ostenda, in Belgio.
Sono stati fondati nel 2012 in seguito a una scissione dei West Vlaanderen Tribes. Hanno conquistato il Belgian Bowl nel 2016.

## Dettaglio stagioni

### Campionato

#### BFLBAFL/BAFL Elite
| Stagione | regular season | regular season | regular season | regular season | regular season | regular season | playoff | playoff | playoff | playoff | playoff | playoff        | playoff               |
|          | Vin            | Par            | Per            | Tot            | PF             | PS             | Vin     | Per     | Tot     | PF      | PS      | risultato      | avversaria            |
| -------- | -------------- | -------------- | -------------- | -------------- | -------------- | -------------- | ------- | ------- | ------- | ------- | ------- | -------------- | --------------------- |
| 2014     | 6              | 0              | 2              | 8              | 196            | 84             | 1       | 1       | 2       | 44      | 36      | Semifinale     | Ghent Gators          |
| 2015     | 5              | 0              | 2              | 7              | 187            | 49             | 1       | 1       | 2       | 28      | 26      | Semifinale     | Brussels Black Angels |
| 2016     | 4              | 0              | 2              | 6              | 166            | 98             | 3       | 0       | 3       | 87      | 55      | Campioni       | Brussels Black Angels |
| 2017     | 4              | 0              | 3              | 7              | 120            | 134            | 0       | 1       | 1       | 0       | 58      | Semifinale     | Brussels Tigers       |
| 2018     | 3              | 0              | 4              | 7              | 123            | 144            | 1       | 0       | 1       | 12      | 6       | Non retrocessi | Izegem Tribes         |
| 2019     | 3              | 0              | 4              | 7              | 118            | 105            | 0       | 1       | 1       | 3       | 30      | Semifinale     | Limburg Shotguns      |
| 2020     | 0              | 0              | 0              | 0              | 0              | 0              | -       | -       | -       | -       | -       | -              | -                     |
| Totale   | 25             | 0              | 17             | 42             | 910            | 614            | 6       | 4       | 10      | 174     | 211     |                |                       |

Fonti: Enciclopedia del Football - A cura di Roberto Mezzetti

## Riepilogo fasi finali disputate
| Anno           | Luogo      | Evento              | Fase del torneo | Incontro                               | Risultato |
| 15 giugno 2015 | Gand       | BFL                 | Semifinale      | Ghent Gators - Ostend Pirates          | 16 - 14   |
| 14 giugno 2015 | Anderlecht | BAFL                | Semifinale      | Brussels Black Angels - Ostend Pirates | 14 - 6    |
| 26 giugno 2016 | Belsele    | BAFL                | Belgian Bowl    | Brussels Black Angels - Ostend Pirates | 15 - 16   |
| 11 giugno 2017 | Evere      | BAFL Elite Division | Semifinale      | Brussels Tigers - Ostend Pirates       | 58 - 0    |
| 24 giugno 2018 |            | BAFL Elite Division | Playout         | Ostend Pirates - Izegem Tribes         | 12 - 6    |
| 16 giugno 2019 | Beringen   | BAFL Elite Division | Semifinale      | Limburg Shotguns - Ostend Pirates      | 30 - 3    |

## Palmarès

### Titoli nazionali
- 1 Belgian Bowl (2016)
- 1 Campionato Under-16 (2015)